# Angórakecske

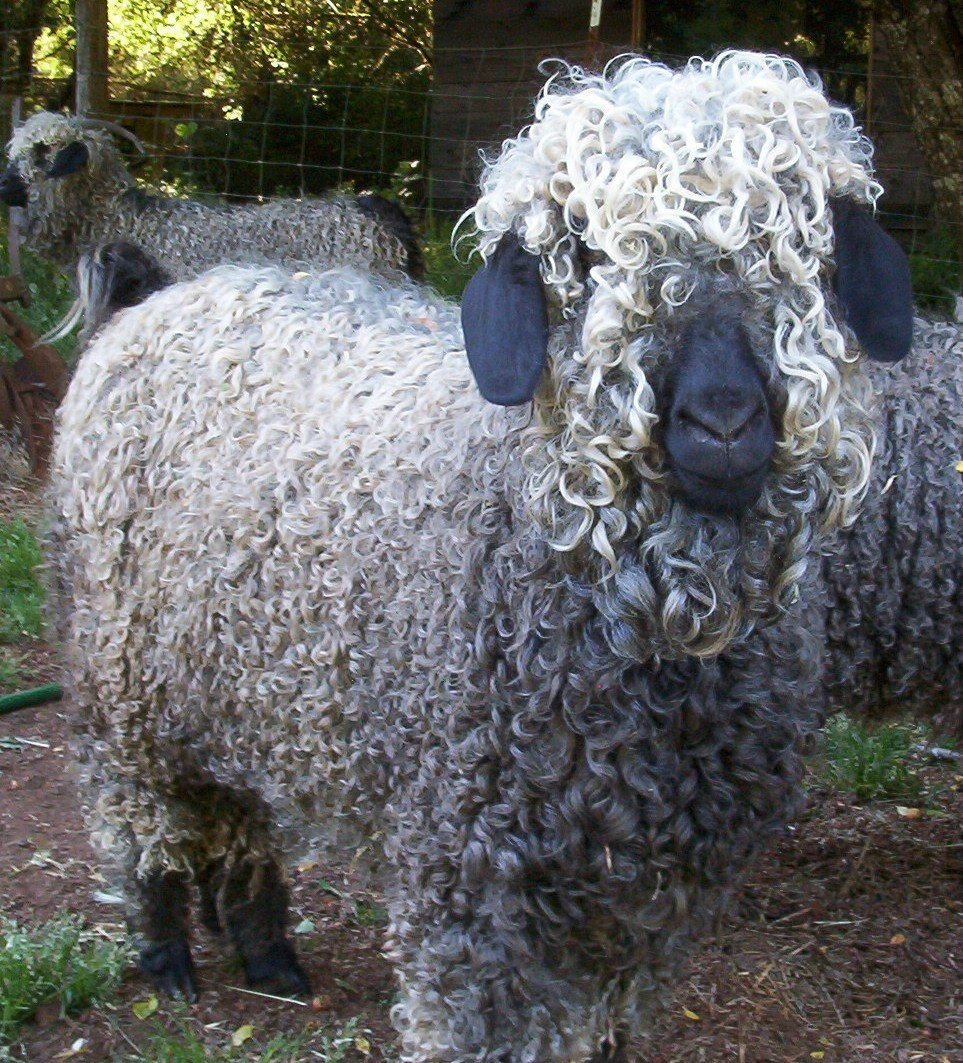
Angórakecske

Az angórakecske (törökül: Ankara keçisi) kis-ázsiai kecskefajta, eredetileg Törökországból, Ankara környékéról származik.

## Leírása
- Színe: fekete, fehér, piros, barna
- Tömege: 40-55 kg
- Szarvaltság: Gyakran suta (nincs szarva)

## Megjegyzés
Az első angórakecskéket V. Károly német-római császár, spanyol uralkodó idejében, 1554 körül hozták be Európába. Az angórakecske rendkívül hosszú gyapja az ún. moher (angolszász nyelvterületen Mohair).
Rendkívül érzékeny kecskefajta, ezért nem volt sikeres az európai háziasítása.
Fokozottan ki van téve a külső parazitáknak sűrű gyapja miatt. Nem túlzottan szapora fajta. A táplálása nem egyszerű feladat, helytelen táplálás esetén a gyapja könnyen lerövidül.
Az angórakecskéket hosszú ideig csak fehér gyapjukért tenyésztették, ám 1998-tól a Színes Angórakecske Tenyésztő Szervezet támogatja a színes gyapjas angórakecskék tenyésztését. Jelenleg fehér, fekete, piros (színük a korral kifakul) valamint barna színben tenyésztik őket.
A legnagyobb moher-feldolgozók az USA, Törökország, valamint a Dél-afrikai Köztársaság.